# Петрошика
Петрошика (рум. Petroșica) — село у повіті Ясси в Румунії. Входить до складу комуни Коарнеле-Капрей.
Село розташоване на відстані 339 км на північ від Бухареста, 48 км на північний захід від Ясс.

## Населення
За даними перепису населення 2002 року у селі проживали 134 особи, усі — румуни. Усі жителі села рідною мовою назвали румунську.